# Гай Сульпиций Патеркул
Гай Сульпи́ций Пате́ркул (лат. Gaius Sulpicius Paterculus; умер после 258 года до н. э.) — римский политический деятель из патрицианского рода Сульпициев, консул 258 года до н. э., участник Первой Пунической войны. Его отец и дед носили преномен Квинт.
Гай Сульпиций стал консулом совместно с плебеем Авлом Атилием Калатином. В это время шла война с Карфагеном, и Сульпиций вместе с коллегой вёл войну на Сицилии. По другим сведениям, он возглавил римский флот, чтобы совершить очередной набег на Африку, но ветром его отбросило к побережью Сардинии. Римляне начали разорять этот остров, когда прибыла карфагенская эскадра под командованием Ганнибала. Сульпицию удалось запереть противника в одной из гаваней и разгромить его. За эту победу Гай Сульпиций получил триумф.